# Báthy László
Báthy László Ignác Ernő (1869-ig Sztruhár; Léva, 1861. július 13. – Esztergom, 1933. augusztus 17.) kanonok.

## Élete
Szülei Sztruhár József gazdatiszt és Halma Borbála. Testvére volt zsolnai Stampf Gyuláné Báthy Ilona. Unokahúga Báthy Anna (1901-1962) opera-énekesnő volt.
Teológiai tanulmányait a bécsi Pázmáneumban végezte, majd 1884-ben pappá szentelték. 1885-ben Nagykéren szolgált, 1885-1891 között Léva káplánja, majd 1891-től plébánosa. 1899-től címzetes garádi prépost, 1916-tól esztergomi kanonok és nagyszombati érseki helynök. 1930-tól komáromi főesperes.
A lévai leánynevelő intézet alapító igazgatója. 1918 novemberében a csehszlovák legionáriusok letartóztatták, de a nuncius közbenjárására elengedték, majd hamarosan ismét elhurcolták. A brünni Spielbergbe internálták. 1919 márciusában kiutasították az országból. 1927-1931 között Komárom és Esztergom közigazgatásilag egyelőre egyesített vármegyék törvényhatósága küldötteként a Felsőház tagja.
A Podluzsánka és Szikinczevölgyi Patakszabályzó Társulat elnöke volt.

## Művei
- 1895 Bars vármegye földrajza. Népisk. számára. Léva.
- 1903 Imák és énekek a katholikus tanuló ifjúság használatára. Budapest.
- 1906 Útmutatás Jézus Szent Szíve Társulatához és ájtatosságához. Léva.
- 1910 Mária kongregáció kézikönyve.
- Magyar nemzeti irodalom története
- Beszéd- és értelemgyakorlatok.